# Phyllida Law
Phyllida Ann Law (Glasgow, 8 maggio 1932) è un'attrice scozzese.

## Biografia
Figlia di Megsie "Meg" e William Law, un giornalista. Ha lavorato perlopiù per la televisione. Sposata con l'attore e presentatore inglese Eric Thompson, ha avuto due figlie, Emma e Sophie, entrambe attrici.
Ha lavorato molto per la televisione, incluse le apparizioni in Dixon of Dock Green, Le avventure di Bailey e l'adattamento del 1972 del racconto di Lord Peter Wimsey, The Unpleasantness at the Bellona Club. È apparsa in film come Gli amici di Peter (1992), Molto rumore per nulla (1993), interpretando Ursula, al fianco di Emma, sua figlia, come Beatrice, e L'ospite d'inverno (1997), interpretando Elspeth, accanto alla figlia Emma come Frances.
Ha lavorato con la figlia Emma in Gli amici di Peter (1992) e Molto rumore per nulla (1993), entrambi di Kenneth Branagh, e ne L'ospite d'inverno (1997) di Alan Rickman, mentre con l'altra figlia Sophie in Emma (1996). Negli ultimi due film interpreta il ruolo della madre di ciascuna delle due, come nella realtà. Nel 1986 ha fatto parte del cast originale di Londra di La Cage aux Folles al London Palladium, interpretando il ruolo di Jacqueline.
Nel 2004 è stata guest-star nell'episodio di Giardini e misteri intitolato "Orpheus in the Undergrowth" come May Beauchamp. Nel 2007 è stata guest-star in due avventure spin-off di Doctor Who: come Bea Nelson-Stanley nella storia di Sarah Jane Adventures, Eye of the Gorgon, e come Beldonia nel film drammatico Doctor Who: The Bride of Peladon. Sempre nel 2007 ha interpretato Aunt Auriel nel film Kingdom con Stephen Fry. Nel 2008 è apparsa come guest star in Foyle's War.
Nel novembre del 2009 ha pubblicato il suo primo libro. Le note a mia suocera, basato sui 17 anni di convivenza con la suocera, vissuta con la famiglia dalla metà degli anni '60 fino alla sua morte. Nel gennaio 2010 è apparsa con Tony Slattery in Ready Steady Cook. Ha recitato al fianco di John Hurt in un cortometraggio intitolato Love at First Sight, che è stato selezionato per l'Oscar nel 2012.
Nel 2013 ha ricevuto un dottorato onorario dalla Glasgow Caledonian University e un dottorato onorario di lettere dal Royal Conservatoire of Scotland. È stata nominata Ufficiale dell'Ordine dell'Impero Britannico (OBE) nel 2014, per servizi di teatro e servizi caritatevoli.

## Filmografia parziale

### Cinema
- L'incredibile affare Kopcenko (Otley), regia di Dick Clement (1968)
- Gli ultimi 10 giorni di Hitler (Hitler: The Last Ten Days), regia di Ennio De Concini (1974)
- Gli amici di Peter (Peter's Friends), regia di Kenneth Branagh (1992)
- Molto rumore per nulla (Much Ado About Nothing), regia di Kenneth Branagh (1993)
- Prima della pioggia (Before the Rain), regia di Milčo Mančevski (1994)
- Emma, regia di Douglas McGrath (1996)
- L'ospite d'inverno (The Winter Guest), regia di Alan Rickman (1997)
- Anna Karenina, regia di Bernard Rose (1997)
- L'amante perduto, regia di Roberto Faenza (1999)
- L'erba di Grace (Saving Grace), regia di Nigel Cole (2000)
- The Time Machine, regia di Simon Wells (2002)
- Mee-Shee - Il gigante dell'acqua (Mee-Shee: The Water Giant), regia di John Henderson (2005)
- Io e Beethoven (Copying Beethoven), regia di Agnieszka Holland (2006)
- Il giorno dell'ira (Day of Wrath), regia di Adrian Rudomin (2006)
- Miss Potter, regia di Chris Noonan (2006)
- Lezione ventuno, regia di Alessandro Baricco (2008)
- More Afraid of You, regia di Barry Kimber (2010)
- Albert Nobbs, regia di Rodrigo García (2011)
- Le regole del caos (A Little Chaos), regia di Alan Rickman (2014)

### Televisione
- Su e giù per le scale (Upstairs, Downstairs) – serie TV, episodio 4x10 (1974)
- Il brivido dell'imprevisto (Tales of the Unexpected) – serie TV, episodio 6x03 (1983)
- Hamish Macbeth – serie TV, episodio 1x02 (1995)
- Giardini e misteri (Rosemary & Thyme) – serie TV, episodio 2x02 (2004)
- Afterlife - Oltre la vita (Afterlife) – serie TV, episodio 1x06 (2005)
- Le avventure di Sarah Jane (The Sarah Jane Adventures) – serie TV, 2 episodi (2007)
- Foyle's War – serie TV, episodio 5x02 (2008)
- Kingdom – serie TV, 16 episodi (2007-2009)
- Poirot – serie TV, episodi 1x08-12x03 (1989-2010)
- L'ispettore Barnaby (Midsomer Murders) – serie TV, episodi 2x04-14x02 (1999-2011)
- New Tricks - Nuove tracce per vecchie volpi (New Tricks) – serie TV, episodio 10x06 (2013)

## Doppiatrici italiane
Nelle versioni in italiano delle opere in cui ha recitato, Phyllida Law è stata doppiata da:
- Marzia Ubaldi in L’ospite d’inverno, L’amante perduto, Anna Karenina, Lezione ventuno
- Claudia Giannotti in Gli amici di Peter, Io e Beethoven
- Wanda Tettoni in L'incredibile affare Kopcenko
- Gabriella Genta in Miss Potter
- Graziella Polesinanti in Le regole del caos

## Pubblicazioni
- Notes to my Mother-in-Law, P. Law (Fourth Estate), 2009.[8]
- How Many Camels Are There in Holland?: Dementia, Ma and Me (A voyage round my mother), P. Law, (Fourth Estate), 2013.[9]